# Adeloga de Kitzingen
Santa Adeloga de Kitzingen, también llamada Hadeloga, Hadelauga o Adelheid (c. 710-2 de febrero de 745 o 18 de abril de 750), fue una princesa alemana y la primera abadesa del monasterio benedictino de Kitzingen. Pese a que su existencia está actualmente probada, el monasterio solo figura documentado en las hagiografías de varios santos.

## Leyenda
En la leyenda de la fundación del monasterio Adeloga destaca como la figura central. El relato establece que la princesa, nacida alrededor de 710 y criada en el Castillo Real de Schwanberg, era hija del mayordomo de palacio Carlos Martel (quien llegó a ostentar el poder real sin ser rey) y su esposa Rotrudis de Tréveris, lo que la vincularía con Pipino el Breve y Carlomagno. La joven rechazó a todos sus pretendientes debido a que deseaba convertirse en monja; esto provocó que su padre la tratase con desprecio y la humillase públicamente, motivo por el que Adeloga acudió en busca de ayuda a su confesor, el capellán de la corte. Sospechando que su hija mantenía un romance con él, Martel ordenó la expulsión de ambos. Tras vagar sin rumbo fijo, los dos fundaron un monasterio en un claro del bosque en Kitzingen; el capellán donó todos sus bienes al convento y se aseguró de que en el mismo se instalasen varias monjas, convirtiéndose Adeloga en la primera abadesa. El monasterio tomó su nombre del pastor Kuccingus, a quien se le había aparecido la Virgen María para liberar a un cordero de las garras de un lobo. Martel, arrepentido de las acciones que había tomado contra su hija, donaría varios terrenos al convento.
Una segunda versión de la leyenda sostiene igualmente que Adeloga se crio en Schwanberg, en la frontera con Steigerwald. Esta variante del relato afirma no obstante que la princesa contaba desde el principio con el apoyo de su padre para fundar un monasterio, aunque no estaba segura de dónde erigirlo, por lo que dejó que su velo ondease al viento desde lo alto del castillo con la intención de fundarlo en el lugar donde este cayese. Al primer intento exclamó «villsenah» («viel zu nah», «demasiado cerca» en alemán); al segundo, el velo aterrizó a causa de una tormenta en una ladera muy por encima del río Meno, motivo por el que la joven gritó «hô» («zu hoch», «demasiado alto»), creándose posteriormente en este punto el distrito de Hoheim. Al tercer intento el velo voló muy lejos y se posó en un prado junto al río, sobre una vid con uvas de oro; un pastor lo encontró y se lo devolvió a Adeloga, quien finalmente fundó el monasterio en dicho lugar, el cual seguiría las reglas de San Benito y Santa Escolástica.
Durante el supuesto mandato de Adeloga como abadesa se produjo la visita de San Esturmio. El misionero volvía de la Abadía de Montecasino cuando se vio asolado por una repentina enfermedad; vivió durante cuatro semanas en la Abadía de Kitzingen, donde las monjas lo cuidaron hasta que se recuperó por completo. Adeloga, abadesa presuntamente desde 745, murió el 18 de abril de 750 (según otras fuentes el 2 de febrero de 745), siendo enterrada en la iglesia del monasterio.

## Veracidad
La leyenda fue transmitida y escrita en el siglo xiv por la abadesa de Kitzingen Anna von Heideck (más tarde sería publicada por Jean Bolland). No obstante, una investigación demostró que Carlos Martel nunca tuvo una hija llamada Adeloga; lo más probable es que el nombre esté ligado o sea un apellido perteneciente a la familia noble de los Mattonen, oriunda de Franconia Oriental y fundadora de varios monasterios en la zona. Cuando se fundó el de Adeloga, inicialmente este solo era un convento femenino en el que las mujeres posiblemente vivían una vida en común con otros clérigos; solo con la renovación del monasterio por parte de San Bonifacio se convertiría en una verdadera abadía, mientras que con Santa Tecla de Kitzingen se erigiría a Adeloga como abadesa consagrada. Sin embargo, algunos documentos no la consideran fundadora del monasterio e incluso afirman que seguía viva para 766.

## Veneración
Alrededor de 820 los restos de Adeloga fueron reconocidos por su sucesora, Schwanhild, y se produjo su canonización, celebrándose su fiesta el 2 de febrero. Las reliquias de la santa permanecieron en el monasterio de Kitzingen hasta 1525, año en que fueron destruidas junto con la abadía a causa de la guerra de los campesinos alemanes. Tras la reconstrucción del monasterio en 1695-1699, este sería confiado a las ursulinas. La veneración a Santa Adeloga, quien figura en el martirologio benedictino y es santa patrona de la fiebre, está actualmente limitada a la región de Kitzingen y alrededores.